# 황인재
황인재(黃仁具, 1994년 4월 22일 ~ )는 대한민국의 축구 선수로 포지션은 골키퍼이며 현재 K리그1 포항 스틸러스 소속이다.

## 클럽 경력
2016년 광주 FC에 입단하며 프로무대에 입문하였다. 이후 울산 현대와의 FA컵 경기에서 프로 데뷔전을 치렀다. 시즌 K리그 클래식 하위 스플릿 마지막 경기였던 수원 삼성 블루윙즈와 경기에서 선발로 나선 최봉진이 퇴장을 당하면서 교체 투입되며 K리그 데뷔전을 치르게 되었다.
2017 시즌을 앞두고 신생팀 안산 그리너스 FC에 자유계약 신분으로 입단하였다. 시즌 6경기에 출장했다.
2018 시즌을 앞두고 성남 FC로 이적했다.
2019 시즌을 앞두고 1년만에 안산 그리너스로 복귀했다.
2020 시즌을 앞두고 포항 스틸러스로 이적했다.

## 수상

### 구단

#### 김천 상무
- K리그2
  - 우승 1회 : 2021

#### 포항 스틸러스
- 코리아컵
  - 우승 2회 : 2023, 2024